# Kåre Nyblom
Kåre Hubertus Nyblom, född 16 oktober 1928 i Köpenhamn i Danmark, död 20 maj 2022, var en svensk journalist. 

## Biografi
Kåre Nyblom var son till arkitekten Peder Nyblom och sjuksköterskan Alfhild Lager samt bror till skådespelerskan Ragna Nyblom, sonson till konstnärerna Lennart Nyblom och Olga Nyblom. Han växte upp tillsammans med mor och syster och mormodern  i i Västra Bodarne, Västergötland, och i Sigtuna och var extern frielev vid Sigtunastiftelsens Humanistiska läroverk 1948, Upplands infanteriregemente-, 1948–1949 matros i örlogsflottan 1949–1950, därefter diversearbetare, brevbärare, busskonduktör, 1950–1952 reporter i Västernorrlands Allehanda, i Upplands (TT) 1952–1953, nyhetsredaktör vid Sveriges Radios utlandsprogram 1953–1954, samtidigt med studier vid Socialinstitutet i Stockholm (1954–1955). Han var anställd som reporter av tidningen Vi från 1955. Med ett stipendium studerade han amerikansk politik och kultur vid State University of Iowa, USA (1955–1956). År 1957 anställdes han som reporter på Dagens Nyheter innan han år 1960 anställdes vid Sveriges Radio som utrikesreporter och programledare vid Dagens Eko. 
Han var Sveriges Radios första korrespondent i Moskva (1963–1969) och därefter korrespondent i Östeuropa, baserad i Wien (1969–1973). 1973 anställdes han som nyhetsankare och reporter vid TV:s Aktuellt och var därefter Sveriges Televisions korrespondent i Rom (1979–1981). Kåre Nyblom var åren 1985–1986 fellow vid Center for International Affairs vid Harvard University i USA. Åren 1990–1992 var han korrespondent för YLE Finlands Radio i Berlin.
Kåre Nyblom var gift första gången 1958–1964 med journalisten Birgitta Marmolin (1921–1989) och andra gången 1964–1999 med journalisten Elisabeth Husmark (1932–2024). Han fick två barn i andra äktenskapet: journalisten Sofia Nyblom (född 1964) och serietecknaren Marcus Nyblom (född 1968). Kåre Nyblom är begravd på Lidingö kyrkogård.